# Fiskerlivets farer
Fiskerlivets farer (sv. Fiskarlivets faror) är en norsk film från 1907, som räknas som den första spelfilmen som inspelades i Norge. Idag klassificeras den som en kortfilm. Fotograf och regissör var svenske Julius Jaenzon, och Alma Lund och Henry Hagerup spelade modern och sonen.
En alternativ titel är Et drama på havet, som var en svartvit stumfilm. Originalfilmen har försvunnit. 1954 gjordes en nyinspelning av filmen, på initiativ av Oslos biografdirektör Kristoffer Aamodt och med Edith Carlmar som regissör. Aamodt och Carlmar spelade också huvudrollerna. 
Originalfilmens exakta produktionsår är inte känt, men de flesta som forskat om den tror att den kom till tidigast 1906 och senast 1908, de flesta har därför satt 1907 som filmens tillkomstår. 
- Fotograf och regissör: Julius Jaenzon
- Producent: Hugo Hermansen
- Filmbolag: Norsk Kinematograf
- Speltid: ca 4 minuter

## Handling
Som i många andra filmer från pionjärtiden är handlingen melodramatisk. En fiskare och hans son ger sig ut på fisketur, medan mamman står kvar på land. Efter en stund ser mamman hur sonen faller i vattnet och drunknar. Filmen slutar med att föräldrarna sörjer över den döda sonen.